# Dan Travers
Daniel „Dan“ Travers (* 16. Juni 1956) ist ein ehemaliger schottischer Badmintonspieler. 

## Karriere
Dan Travers gewann 1980 seinen ersten nationalen Titel in Schottland und siegte auch erstmals international bei den Irish Open. 1982 wurde er Zweiter bei den All England im Herrendoppel mit Billy Gilliland. Ein Jahr später holten beide Bronze bei den Europameisterschaften. 1991 gewann er seinen letzten schottischen Titel. Bei Badminton-Seniorenweltmeisterschaften gewann er im neuen Jahrtausend mehrfach Gold.

## Sportliche Erfolge
| Saison | Veranstaltung                     | Disziplin    | Platz | Name                           |
| ------ | --------------------------------- | ------------ | ----- | ------------------------------ |
| 1980   | Schottland: Einzelmeisterschaften | Herrendoppel | 1     | Billy Gilliland / Dan Travers  |
| 1980   | Duinwijk International            | Herrendoppel | 1     | Billy Gilliland / Dan Travers  |
| 1980   | Irish Open                        | Herreneinzel | 1     | Dan Travers                    |
| 1980   | Irish Open                        | Herrendoppel | 1     | Dan Travers / Gordon Hamilton  |
| 1981   | Northumberland International      | Mixed        | 1     | Dan Travers / Christine Heatly |
| 1981   | Schottland: Einzelmeisterschaften | Herrendoppel | 1     | Billy Gilliland / Dan Travers  |
| 1981   | Dutch Open                        | Herrendoppel | 1     | Billy Gilliland / Dan Travers  |
| 1982   | Schottland: Einzelmeisterschaften | Herrendoppel | 1     | Billy Gilliland / Dan Travers  |
| 1982   | All England                       | Herrendoppel | 2     | Billy Gilliland / Dan Travers  |
| 1982   | Irish Open                        | Herrendoppel | 1     | Billy Gilliland / Dan Travers  |
| 1982   | Scottish Open                     | Herrendoppel | 1     | Billy Gilliland / Dan Travers  |
| 1983   | Scottish Open                     | Herrendoppel | 1     | Billy Gilliland / Dan Travers  |
| 1983   | Schottland: Einzelmeisterschaften | Herrendoppel | 1     | Billy Gilliland / Dan Travers  |
| 1983   | Irish Open                        | Herrendoppel | 1     | Billy Gilliland / Dan Travers  |
| 1984   | Schottland: Einzelmeisterschaften | Herrendoppel | 1     | Billy Gilliland / Dan Travers  |
| 1984   | Europameisterschaft               | Herrendoppel | 3     | Billy Gilliland / Dan Travers  |
| 1985   | Welsh International               | Herrendoppel | 1     | Billy Gilliland / Dan Travers  |
| 1985   | Schottland: Einzelmeisterschaften | Herrendoppel | 1     | Billy Gilliland / Dan Travers  |
| 1985   | Irish Open                        | Herrendoppel | 1     | Billy Gilliland / Dan Travers  |
| 1986   | Irish Open                        | Herrendoppel | 1     | Alex White / Dan Travers       |
| 1986   | Schottland: Einzelmeisterschaften | Herreneinzel | 1     | Dan Travers                    |
| 1986   | Schottland: Einzelmeisterschaften | Herrendoppel | 1     | Billy Gilliland / Dan Travers  |
| 1986   | Irish Open                        | Mixed        | 1     | Dan Travers / Morag McKay      |
| 1989   | Irish Open                        | Herrendoppel | 1     | Dan Travers / Kenny Middlemiss |
| 1989   | Schottland: Einzelmeisterschaften | Mixed        | 1     | Dan Travers / Aileen Nairn     |
| 1989   | Schottland: Einzelmeisterschaften | Herrendoppel | 1     | Kenny Middlemiss / Dan Travers |
| 1990   | Schottland: Einzelmeisterschaften | Mixed        | 1     | Dan Travers / Aileen Nairn     |
| 1990   | Schottland: Einzelmeisterschaften | Herrendoppel | 1     | Kenny Middlemiss / Dan Travers |
| 1991   | Schottland: Einzelmeisterschaften | Mixed        | 1     | Dan Travers / Aileen Nairn     |
| 2001   | Senioren-Europameisterschaft 45+  | Herrendoppel | 1     | Dan Travers / Leon Douglas     |
| 2001   | Senioren-Europameisterschaft 45+  | Mixed        | 1     | Dan Travers / Christine Black  |
| 2001   | Senioren-Europameisterschaft 45+  | Herreneinzel | 3     | Dan Travers                    |
| 2002   | Senioren-Europameisterschaft 45+  | Herrendoppel | 1     | Dan Travers / Leon Douglas     |
| 2002   | Senioren-Europameisterschaft 45+  | Mixed        | 2     | Dan Travers / Christine Black  |
| 2002   | Senioren-Europameisterschaft 45+  | Herreneinzel | 3     | Dan Travers                    |
| 2004   | Senioren-Europameisterschaft 45+  | Herrendoppel | 3     | Leon Douglas / Dan Travers     |
| 2004   | Senioren-Europameisterschaft 45+  | Mixed        | 1     | Dan Travers / Christine Black  |
| 2004   | Senioren-Europameisterschaft 45+  | Herreneinzel | 3     | Dan Travers                    |
| 2006   | Senioren-Europameisterschaft 45+  | Mixed        | 3     | Dan Travers / Christine Black  |